# Lista över fornlämningar i Melleruds kommun
Lista över fornlämningar i Melleruds kommun är en förteckning av ett urval av de fornlämningar som finns i Melleruds kommun.

## Bolstad
| Namn                          | Lämningstyp      | Tillkomsttid | Historisk indelning | Plats | Läge                 | ID-nr          | Bild                                 |
| ----------------------------- | ---------------- | ------------ | ------------------- | ----- | -------------------- | -------------- | ------------------------------------ |
| Bolstad 4:1                   | Stensättning     |              | Bolstad, Dalsland   |       | 58.590079, 12.457317 | 10163400040001 | Ladda upp en bild av detta fornminne |
| Bolstad 4:2                   | Stensättning     |              | Bolstad, Dalsland   |       | 58.590113, 12.458234 | 10163400040002 | Ladda upp en bild av detta fornminne |
| Onkelkullen (Bolstad 5:1)     | Hög              |              | Bolstad, Dalsland   |       | 58.589491, 12.454455 | 10163400050001 | Ladda upp en bild av detta fornminne |
| Bolstad 6:1                   | Stenkrets        |              | Bolstad, Dalsland   |       | 58.598916, 12.447463 | 10163400060001 | Ladda upp en bild av detta fornminne |
| Bolstad 7:1                   | Stensättning     |              | Bolstad, Dalsland   |       | 58.587881, 12.459075 | 10163400070001 | Ladda upp en bild av detta fornminne |
| Bolstad 8:1                   | Stensättning     |              | Bolstad, Dalsland   |       | 58.584633, 12.451000 | 10163400080001 | Ladda upp en bild av detta fornminne |
| Se beskrivning (Bolstad 10:2) | Hög              |              | Bolstad, Dalsland   |       | 58.589479, 12.521545 | 10163400100002 | Ladda upp en bild av detta fornminne |
| Bolstad 11:1                  | Gravfält         |              | Bolstad, Dalsland   |       | 58.588436, 12.537370 | 10163400110001 | Ladda upp en bild av detta fornminne |
| Bolstad 12:1                  | Stensättning     |              | Bolstad, Dalsland   |       | 58.594451, 12.549356 | 10163400120001 | Ladda upp en bild av detta fornminne |
| Bolstad 14:1                  | Stensättning     |              | Bolstad, Dalsland   |       | 58.565966, 12.503947 | 10163400140001 | Ladda upp en bild av detta fornminne |
| Bolstad 15:1                  | Stensättning     |              | Bolstad, Dalsland   |       | 58.567396, 12.499258 | 10163400150001 | Ladda upp en bild av detta fornminne |
| Bolstad 18:1                  | Hällristning     |              | Bolstad, Dalsland   |       | 58.595081, 12.600859 | 10163400180001 | Ladda upp en bild av detta fornminne |
| Järborös (Bolstad 19:1)       | Röse             |              | Bolstad, Dalsland   |       | 58.535148, 12.537179 | 10163400190001 | Ladda upp en bild av detta fornminne |
| Bolstad 20:1                  | Stensättning     |              | Bolstad, Dalsland   |       | 58.567825, 12.560835 | 10163400200001 | Ladda upp en bild av detta fornminne |
| Bolstad 21:1                  | Hällristning     |              | Bolstad, Dalsland   |       | 58.572800, 12.545404 | 10163400210001 | Ladda upp en bild av detta fornminne |
| Bolstad 22:1                  | Stensättning     |              | Bolstad, Dalsland   |       | 58.576012, 12.536595 | 10163400220001 | Ladda upp en bild av detta fornminne |
| Bolstad 23:1                  | Stenkrets        |              | Bolstad, Dalsland   |       | 58.574929, 12.541556 | 10163400230001 | Ladda upp en bild av detta fornminne |
| Bolstad 25:1                  | Stensättning     |              | Bolstad, Dalsland   |       | 58.581836, 12.562915 | 10163400250001 | Ladda upp en bild av detta fornminne |
| Bolstad 26:1                  | Hög              |              | Bolstad, Dalsland   |       | 58.591167, 12.576494 | 10163400260001 | Ladda upp en bild av detta fornminne |
| Bolstad 27:1                  | Stenkammargrav   |              | Bolstad, Dalsland   |       | 58.592394, 12.589613 | 10163400270001 | Ladda upp en bild av detta fornminne |
| Bolstad 29:1                  | Stensättning     |              | Bolstad, Dalsland   |       | 58.615681, 12.619054 | 10163400290001 | Ladda upp en bild av detta fornminne |
| Bolstad 30:1                  | Stenkammargrav   |              | Bolstad, Dalsland   |       | 58.614236, 12.613725 | 10163400300001 | Ladda upp en bild av detta fornminne |
| Bolstad 32:1                  | Stenkammargrav   |              | Bolstad, Dalsland   |       | 58.611642, 12.607971 | 10163400320001 | Ladda upp en bild av detta fornminne |
| Bolstad 34:1                  | Stensättning     |              | Bolstad, Dalsland   |       | 58.604646, 12.576724 | 10163400340001 | Ladda upp en bild av detta fornminne |
| Bolstad 34:2                  | Stensättning     |              | Bolstad, Dalsland   |       | 58.604546, 12.576712 | 10163400340002 | Ladda upp en bild av detta fornminne |
| Bolstad 37:1                  | Begravningsplats |              | Bolstad, Dalsland   |       | 58.573452, 12.487920 | 10163400370001 | Ladda upp en bild av detta fornminne |
| Bolstad 40:1                  | Stensättning     |              | Bolstad, Dalsland   |       | 58.581595, 12.453034 | 10163400400001 | Ladda upp en bild av detta fornminne |
| Bolstad 40:2                  | Stensättning     |              | Bolstad, Dalsland   |       | 58.581779, 12.453217 | 10163400400002 | Ladda upp en bild av detta fornminne |
| Bolstad 41:1                  | Röse             |              | Bolstad, Dalsland   |       | 58.609974, 12.618157 | 10163400410001 | Ladda upp en bild av detta fornminne |
| Bolstad 41:2                  | Hällristning     |              | Bolstad, Dalsland   |       | 58.609919, 12.618383 | 10163400410002 | Ladda upp en bild av detta fornminne |
| Höga stenen (Bolstad 47:1)    | Fornborg         |              | Bolstad, Dalsland   |       | 58.553926, 12.525013 | 10163400470001 | Ladda upp en bild av detta fornminne |
| Bolstad 48:1                  | Stensättning     |              | Bolstad, Dalsland   |       | 58.547504, 12.548670 | 10163400480001 | Ladda upp en bild av detta fornminne |
| Bolstad 49:1                  | Stensättning     |              | Bolstad, Dalsland   |       | 58.547913, 12.551001 | 10163400490001 | Ladda upp en bild av detta fornminne |
| Bolstad 49:2                  | Stensättning     |              | Bolstad, Dalsland   |       | 58.547825, 12.550472 | 10163400490002 | Ladda upp en bild av detta fornminne |
| Bolstad 50:2                  | Stensättning     |              | Bolstad, Dalsland   |       | 58.547324, 12.551354 | 10163400500002 | Ladda upp en bild av detta fornminne |
| Bolstad 58:1                  | Stensättning     |              | Bolstad, Dalsland   |       | 58.598322, 12.603204 | 10163400580001 | Ladda upp en bild av detta fornminne |
| Bolstad 61:1                  | Stensättning     |              | Bolstad, Dalsland   |       | 58.610610, 12.614749 | 10163400610001 | Ladda upp en bild av detta fornminne |
| Bolstad 63:1                  | Stensättning     |              | Bolstad, Dalsland   |       | 58.611708, 12.615629 | 10163400630001 | Ladda upp en bild av detta fornminne |
| Bolstad 65:1                  | Stensättning     |              | Bolstad, Dalsland   |       | 58.580923, 12.564017 | 10163400650001 | Ladda upp en bild av detta fornminne |
| Bolstad 74:1                  | Hällristning     |              | Bolstad, Dalsland   |       | 58.568369, 12.542431 | 10163400740001 | Ladda upp en bild av detta fornminne |
| Bolstad 82:1                  | Stensättning     |              | Bolstad, Dalsland   |       | 58.540499, 12.544370 | 10163400820001 | Ladda upp en bild av detta fornminne |
| Bolstad 83:1                  | Stensättning     |              | Bolstad, Dalsland   |       | 58.539386, 12.541944 | 10163400830001 | Ladda upp en bild av detta fornminne |
| Bolstad 84:1                  | Stensättning     |              | Bolstad, Dalsland   |       | 58.548907, 12.552927 | 10163400840001 | Ladda upp en bild av detta fornminne |
| Bolstad 85:1                  | Röse             |              | Bolstad, Dalsland   |       | 58.553103, 12.556621 | 10163400850001 | Ladda upp en bild av detta fornminne |
| Bolstad 91                    | Stensättning     |              | Bolstad, Dalsland   |       | 58.533562, 12.534666 | 12000000065951 | Ladda upp en bild av detta fornminne |

## Dalskog
| Namn                        | Lämningstyp    | Tillkomsttid | Historisk indelning | Plats | Läge                 | ID-nr          | Bild                                 |
| --------------------------- | -------------- | ------------ | ------------------- | ----- | -------------------- | -------------- | ------------------------------------ |
| Dalskog 1:1                 | Hällristning   |              | Dalskog, Dalsland   |       | 58.795643, 12.369924 | 10164700010001 | Ladda upp en bild av detta fornminne |
| Dalskog 1:2                 | Hällristning   |              | Dalskog, Dalsland   |       | 58.795674, 12.369975 | 10164700010002 | Ladda upp en bild av detta fornminne |
| Dalskog 1:3                 | Hällristning   |              | Dalskog, Dalsland   |       | 58.795521, 12.370104 | 10164700010003 | Ladda upp en bild av detta fornminne |
| Dalskog 1:4                 | Hällristning   |              | Dalskog, Dalsland   |       | 58.795524, 12.369893 | 10164700010004 | Ladda upp en bild av detta fornminne |
| Dalskog 1:5                 | Hällristning   |              | Dalskog, Dalsland   |       | 58.795786, 12.370203 | 10164700010005 | Ladda upp en bild av detta fornminne |
| Dalskog 2:1                 | Stenkammargrav |              | Dalskog, Dalsland   |       | 58.793906, 12.375939 | 10164700020001 | Ladda upp en bild av detta fornminne |
| Lignellkullen (Dalskog 3:1) | Stensättning   |              | Dalskog, Dalsland   |       | 58.778641, 12.325367 | 10164700030001 | Ladda upp en bild av detta fornminne |
| Lignellkullen (Dalskog 3:2) | Stensättning   |              | Dalskog, Dalsland   |       | 58.778748, 12.325426 | 10164700030002 | Ladda upp en bild av detta fornminne |
| Lignellkullen (Dalskog 3:3) | Stensättning   |              | Dalskog, Dalsland   |       | 58.778681, 12.325581 | 10164700030003 | Ladda upp en bild av detta fornminne |
| Dalskog 4:1                 | Röse           |              | Dalskog, Dalsland   |       | 58.771412, 12.328121 | 10164700040001 | Ladda upp en bild av detta fornminne |
| Dalskog 6:1                 | Stensättning   |              | Dalskog, Dalsland   |       | 58.770200, 12.317939 | 10164700060001 | Ladda upp en bild av detta fornminne |
| Dalskog 7:1                 | Stensättning   |              | Dalskog, Dalsland   |       | 58.748876, 12.349491 | 10164700070001 | Ladda upp en bild av detta fornminne |
| Dalskog 13:1                | Hällristning   |              | Dalskog, Dalsland   |       | 58.782190, 12.333729 | 10164700130001 | Ladda upp en bild av detta fornminne |
| Dalskog 14:1                | Hällristning   |              | Dalskog, Dalsland   |       | 58.789537, 12.355602 | 10164700140001 | Ladda upp en bild av detta fornminne |
| Dalskog 16:1                | Hällristning   |              | Dalskog, Dalsland   |       | 58.795731, 12.373968 | 10164700160001 | Ladda upp en bild av detta fornminne |
| Dalskog 17:1                | Hällristning   |              | Dalskog, Dalsland   |       | 58.794506, 12.369578 | 10164700170001 | Ladda upp en bild av detta fornminne |
| Dalskog 25:1                | Stensättning   |              | Dalskog, Dalsland   |       | 58.734415, 12.284751 | 10164700250001 | Ladda upp en bild av detta fornminne |
| Dalskog 27:1                | Stensättning   |              | Dalskog, Dalsland   |       | 58.787265, 12.340162 | 10164700270001 | Ladda upp en bild av detta fornminne |
| Dalskog 31:1                | Stensättning   |              | Dalskog, Dalsland   |       | 58.710377, 12.219908 | 10164700310001 | Ladda upp en bild av detta fornminne |
| Dalskog 41:1                | Stensättning   |              | Dalskog, Dalsland   |       | 58.743784, 12.331872 | 10164700410001 | Ladda upp en bild av detta fornminne |
| Dalskog 52:1                | Stensättning   |              | Dalskog, Dalsland   |       | 58.794162, 12.327331 | 10164700520001 | Ladda upp en bild av detta fornminne |
| Dalskog 55:1                | Hällristning   |              | Dalskog, Dalsland   |       | 58.795104, 12.369746 | 10164700550001 | Ladda upp en bild av detta fornminne |
| Dalskog 56:1                | Gravfält       |              | Dalskog, Dalsland   |       | 58.793228, 12.371595 | 10164700560001 | Ladda upp en bild av detta fornminne |

## Erikstad
| Namn                               | Lämningstyp      | Tillkomsttid | Historisk indelning | Plats | Läge                 | ID-nr          | Bild                                 |
| ---------------------------------- | ---------------- | ------------ | ------------------- | ----- | -------------------- | -------------- | ------------------------------------ |
| Erikstad 4:1                       | Stensättning     |              | Erikstad, Dalsland  |       | 58.596687, 12.349529 | 10165400040001 | Ladda upp en bild av detta fornminne |
| Erikstad 4:2                       | Stenkrets        |              | Erikstad, Dalsland  |       | 58.596930, 12.349180 | 10165400040002 | Ladda upp en bild av detta fornminne |
| Erikstad 5:1                       | Hög              |              | Erikstad, Dalsland  |       | 58.603287, 12.348953 | 10165400050001 | Ladda upp en bild av detta fornminne |
| Erikstads kyrkoruin (Erikstad 7:1) | Begravningsplats |              | Erikstad, Dalsland  |       | 58.610684, 12.396493 | 10165400070001 | Ladda upp en bild av detta fornminne |
| Erikstads kyrkoruin (Erikstad 7:2) | Kyrka/kapell     |              | Erikstad, Dalsland  |       | 58.610698, 12.396452 | 10165400070002 | Ladda upp en bild av detta fornminne |
| Erikstad 10:1                      | Stensättning     |              | Erikstad, Dalsland  |       | 58.605154, 12.415443 | 10165400100001 | Ladda upp en bild av detta fornminne |
| Erikstad 11:1                      | Hög              |              | Erikstad, Dalsland  |       | 58.605680, 12.410141 | 10165400110001 | Ladda upp en bild av detta fornminne |
| Bergskullar (Erikstad 12:1)        | Hög              |              | Erikstad, Dalsland  |       | 58.601582, 12.421516 | 10165400120001 | Ladda upp en bild av detta fornminne |
| Bergskullar (Erikstad 12:2)        | Hög              |              | Erikstad, Dalsland  |       | 58.601729, 12.420795 | 10165400120002 | Ladda upp en bild av detta fornminne |
| Bergskullar (Erikstad 12:3)        | Stenkrets        |              | Erikstad, Dalsland  |       | 58.601741, 12.421166 | 10165400120003 | Ladda upp en bild av detta fornminne |
| Bergskullar (Erikstad 12:4)        | Stenkrets        |              | Erikstad, Dalsland  |       | 58.601864, 12.421070 | 10165400120004 | Ladda upp en bild av detta fornminne |
| Erikstad 13:1                      | Stensättning     |              | Erikstad, Dalsland  |       | 58.602033, 12.433810 | 10165400130001 | Ladda upp en bild av detta fornminne |
| Erikstad 13:2                      | Stensättning     |              | Erikstad, Dalsland  |       | 58.602121, 12.433687 | 10165400130002 | Ladda upp en bild av detta fornminne |
| Erikstad 15:1                      | Stenkrets        |              | Erikstad, Dalsland  |       | 58.600006, 12.448126 | 10165400150001 | Ladda upp en bild av detta fornminne |
| Erikstad 17:1                      | Stensättning     |              | Erikstad, Dalsland  |       | 58.633908, 12.401146 | 10165400170001 | Ladda upp en bild av detta fornminne |
| Erikstad 20:1                      | Stenkammargrav   |              | Erikstad, Dalsland  |       | 58.630653, 12.379012 | 10165400200001 | Ladda upp en bild av detta fornminne |
| Erikstad 59:1                      | Stensättning     |              | Erikstad, Dalsland  |       | 58.610238, 12.343601 | 10165400590001 | Ladda upp en bild av detta fornminne |

## Grinstad
| Namn                       | Lämningstyp                      | Tillkomsttid | Historisk indelning | Plats | Läge                 | ID-nr          | Bild                                 |
| -------------------------- | -------------------------------- | ------------ | ------------------- | ----- | -------------------- | -------------- | ------------------------------------ |
| Grinstad 7:1               | Gravfält                         |              | Grinstad, Dalsland  |       | 58.609716, 12.494471 | 10167200070001 | Ladda upp en bild av detta fornminne |
| Grinstad 8:1               | Gravfält                         |              | Grinstad, Dalsland  |       | 58.612011, 12.492899 | 10167200080001 | Ladda upp en bild av detta fornminne |
| Grinstad 9:1               | Gravfält                         |              | Grinstad, Dalsland  |       | 58.613921, 12.493446 | 10167200090001 | Ladda upp en bild av detta fornminne |
| Grinstad 10:1              | Gravfält                         |              | Grinstad, Dalsland  |       | 58.616171, 12.496875 | 10167200100001 | Ladda upp en bild av detta fornminne |
| Grinstad 11:1              | Gravfält                         |              | Grinstad, Dalsland  |       | 58.614791, 12.494834 | 10167200110001 | Ladda upp en bild av detta fornminne |
| Grinstad 13:1              | Stensättning                     |              | Grinstad, Dalsland  |       | 58.615322, 12.493129 | 10167200130001 | Ladda upp en bild av detta fornminne |
| Grinstad 19:1              | Ristning, medeltid/historisk tid |              | Grinstad, Dalsland  |       | 58.633226, 12.639801 | 10167200190001 | Ladda upp en bild av detta fornminne |
| Grinstad 20:1              | Stensättning                     |              | Grinstad, Dalsland  |       | 58.638914, 12.639973 | 10167200200001 | Ladda upp en bild av detta fornminne |
| Grinstad 20:2              | Stensättning                     |              | Grinstad, Dalsland  |       | 58.638874, 12.639722 | 10167200200002 | Ladda upp en bild av detta fornminne |
| Grinstad 21:1              | Stensättning                     |              | Grinstad, Dalsland  |       | 58.641886, 12.624244 | 10167200210001 | Ladda upp en bild av detta fornminne |
| Jutegraven (Grinstad 24:1) | Stensättning                     |              | Grinstad, Dalsland  |       | 58.651869, 12.657538 | 10167200240001 | Ladda upp en bild av detta fornminne |
| Grinstad 27:1              | Gravfält                         |              | Grinstad, Dalsland  |       | 58.664701, 12.631409 | 10167200270001 | Ladda upp en bild av detta fornminne |
| Grinstad 33:1              | Stensättning                     |              | Grinstad, Dalsland  |       | 58.667346, 12.631945 | 10167200330001 | Ladda upp en bild av detta fornminne |

## Gunnarsnäs
| Namn                              | Lämningstyp  | Tillkomsttid | Historisk indelning  | Plats | Läge                 | ID-nr          | Bild                                 |
| --------------------------------- | ------------ | ------------ | -------------------- | ----- | -------------------- | -------------- | ------------------------------------ |
| Gunnarsnäs 15:1                   | Borg         |              | Gunnarsnäs, Dalsland |       | 58.710072, 12.383467 | 10167700150001 | Ladda upp en bild av detta fornminne |
| Gunnarsnäs 16:1                   | Stensättning |              | Gunnarsnäs, Dalsland |       | 58.711419, 12.362781 | 10167700160001 | Ladda upp en bild av detta fornminne |
| Bruastenen (Gunnarsnäs 21:1)      | Stensättning |              | Gunnarsnäs, Dalsland |       | 58.730291, 12.372960 | 10167700210001 | Ladda upp en bild av detta fornminne |
| Munkaltarekasen (Gunnarsnäs 25:1) | Stensättning |              | Gunnarsnäs, Dalsland |       | 58.742646, 12.381512 | 10167700250001 | Ladda upp en bild av detta fornminne |
| Gunnarsnäs 26:1                   | Stenkrets    |              | Gunnarsnäs, Dalsland |       | 58.741821, 12.381036 | 10167700260001 | Ladda upp en bild av detta fornminne |
| Gunnarsnäs 26:2                   | Stenkrets    |              | Gunnarsnäs, Dalsland |       | 58.741750, 12.381198 | 10167700260002 | Ladda upp en bild av detta fornminne |
| Gunnarsnäs 29:1                   | Stensättning |              | Gunnarsnäs, Dalsland |       | 58.744815, 12.377980 | 10167700290001 | Ladda upp en bild av detta fornminne |
| Gunnarsnäs 29:2                   | Stensättning |              | Gunnarsnäs, Dalsland |       | 58.744869, 12.377757 | 10167700290002 | Ladda upp en bild av detta fornminne |
| Gunnarsnäs 29:3                   | Röse         |              | Gunnarsnäs, Dalsland |       | 58.744886, 12.376988 | 10167700290003 | Ladda upp en bild av detta fornminne |
| Gunnarsnäs 31:1                   | Gravfält     |              | Gunnarsnäs, Dalsland |       | 58.747325, 12.393289 | 10167700310001 | Ladda upp en bild av detta fornminne |
| Gunnarsnäs 31:2                   | Stensättning |              | Gunnarsnäs, Dalsland |       | 58.746659, 12.393287 | 10167700310002 | Ladda upp en bild av detta fornminne |
| Gunnarsnäs 32:1                   | Stenkrets    |              | Gunnarsnäs, Dalsland |       | 58.737733, 12.396452 | 10167700320001 | Ladda upp en bild av detta fornminne |
| Gunnarsnäs 32:2                   | Stensättning |              | Gunnarsnäs, Dalsland |       | 58.737648, 12.396561 | 10167700320002 | Ladda upp en bild av detta fornminne |
| Gunnarsnäs 33:1                   | Stensättning |              | Gunnarsnäs, Dalsland |       | 58.719732, 12.396608 | 10167700330001 | Ladda upp en bild av detta fornminne |
| Gunnarsnäs 34:1                   | Stensättning |              | Gunnarsnäs, Dalsland |       | 58.718607, 12.397620 | 10167700340001 | Ladda upp en bild av detta fornminne |

## Holm
| Namn                            | Lämningstyp    | Tillkomsttid | Historisk indelning | Plats | Läge                 | ID-nr          | Bild                                      |
| ------------------------------- | -------------- | ------------ | ------------------- | ----- | -------------------- | -------------- | ----------------------------------------- |
| Holm 2:1                        | Gravfält       |              | Holm, Dalsland      |       | 58.715346, 12.433302 | 10168600020001 | Ladda upp en bild av detta fornminne      |
| Holm 3:1                        | Hällristning   |              | Holm, Dalsland      |       | 58.707870, 12.432276 | 10168600030001 | Ladda upp en bild av detta fornminne      |
| Holm 4:1                        | Hällristning   |              | Holm, Dalsland      |       | 58.705778, 12.437442 | 10168600040001 | Ladda upp en bild av detta fornminne      |
| Kungastenen (Holm 5:1)          | Minnesmärke    |              | Holm, Dalsland      |       | 58.703318, 12.443195 | 10168600050001 | Ladda upp en bild av detta fornminne      |
| Holm 8:1                        | Stensättning   |              | Holm, Dalsland      |       | 58.733538, 12.449708 | 10168600080001 | Ladda upp en bild av detta fornminne      |
| Holm 9:1                        | Hällristning   |              | Holm, Dalsland      |       | 58.726973, 12.426936 | 10168600090001 | Ladda upp en bild av detta fornminne      |
| Holm 10:1                       | Röse           |              | Holm, Dalsland      |       | 58.730957, 12.426978 | 10168600100001 | Ladda upp en bild av detta fornminne      |
| Holm 10:2                       | Hällristning   |              | Holm, Dalsland      |       | 58.730920, 12.427186 | 10168600100002 | Ladda upp en bild av detta fornminne      |
| Holm 10:3                       | Hällristning   |              | Holm, Dalsland      |       | 58.730958, 12.426996 | 10168600100003 | Ladda upp en bild av detta fornminne      |
| Holm 11:1                       | Gravfält       |              | Holm, Dalsland      |       | 58.707369, 12.484789 | 10168600110001 | Ladda upp en bild av detta fornminne      |
| Holm 12:1                       | Gravfält       |              | Holm, Dalsland      |       | 58.708868, 12.484480 | 10168600120001 | Ladda upp en bild av detta fornminne      |
| Holm 13:1                       | Gravfält       |              | Holm, Dalsland      |       | 58.708984, 12.482571 | 10168600130001 | Ladda upp en till bild av detta fornminne |
| Holm 18:1                       | Hög            |              | Holm, Dalsland      |       | 58.712430, 12.485953 | 10168600180001 | Ladda upp en bild av detta fornminne      |
| Holm 18:2                       | Stensättning   |              | Holm, Dalsland      |       | 58.712341, 12.485724 | 10168600180002 | Ladda upp en bild av detta fornminne      |
| Holm 19:1                       | Stensättning   |              | Holm, Dalsland      |       | 58.712655, 12.491189 | 10168600190001 | Ladda upp en bild av detta fornminne      |
| Holm 19:2                       | Stensättning   |              | Holm, Dalsland      |       | 58.712672, 12.491675 | 10168600190002 | Ladda upp en bild av detta fornminne      |
| Holm 20:1                       | Stensättning   |              | Holm, Dalsland      |       | 58.712596, 12.492947 | 10168600200001 | Ladda upp en bild av detta fornminne      |
| Holm 21:1                       | Hög            |              | Holm, Dalsland      |       | 58.713836, 12.484504 | 10168600210001 | Ladda upp en bild av detta fornminne      |
| Holm 21:2                       | Stenkrets      |              | Holm, Dalsland      |       | 58.714040, 12.484466 | 10168600210002 | Ladda upp en bild av detta fornminne      |
| Holm 21:3                       | Stenkrets      |              | Holm, Dalsland      |       | 58.713633, 12.484306 | 10168600210003 | Ladda upp en bild av detta fornminne      |
| Holm 22:1                       | Kyrka/kapell   |              | Holm, Dalsland      |       | 58.715060, 12.484398 | 10168600220001 | Ladda upp en bild av detta fornminne      |
| Holm 24:1                       | Stensättning   |              | Holm, Dalsland      |       | 58.717683, 12.482559 | 10168600240001 | Ladda upp en bild av detta fornminne      |
| Holm 25:1                       | Gravfält       |              | Holm, Dalsland      |       | 58.719648, 12.481042 | 10168600250001 | Ladda upp en bild av detta fornminne      |
| Holm 27:1                       | Röse           |              | Holm, Dalsland      |       | 58.734721, 12.481917 | 10168600270001 | Ladda upp en bild av detta fornminne      |
| Holm 31:1                       | Stensättning   |              | Holm, Dalsland      |       | 58.689886, 12.388565 | 10168600310001 | Ladda upp en bild av detta fornminne      |
| Holm 31:2                       | Stensättning   |              | Holm, Dalsland      |       | 58.689730, 12.388745 | 10168600310002 | Ladda upp en bild av detta fornminne      |
| Holm 32:1                       | Gravfält       |              | Holm, Dalsland      |       | 58.688969, 12.388964 | 10168600320001 | Ladda upp en bild av detta fornminne      |
| Holm 35:1                       | Stensättning   |              | Holm, Dalsland      |       | 58.711336, 12.485530 | 10168600350001 | Ladda upp en bild av detta fornminne      |
| Holm 38:1                       | Stensättning   |              | Holm, Dalsland      |       | 58.741219, 12.455592 | 10168600380001 | Ladda upp en bild av detta fornminne      |
| Holm 39:1                       | Stensättning   |              | Holm, Dalsland      |       | 58.742747, 12.453313 | 10168600390001 | Ladda upp en bild av detta fornminne      |
| Holm 40:1                       | Stensättning   |              | Holm, Dalsland      |       | 58.741423, 12.453763 | 10168600400001 | Ladda upp en bild av detta fornminne      |
| Holm 41:1                       | Stensättning   |              | Holm, Dalsland      |       | 58.739968, 12.452353 | 10168600410001 | Ladda upp en bild av detta fornminne      |
| Holm 42:1                       | Stensättning   |              | Holm, Dalsland      |       | 58.738440, 12.452889 | 10168600420001 | Ladda upp en bild av detta fornminne      |
| Holm 43:1                       | Stensättning   |              | Holm, Dalsland      |       | 58.738565, 12.448994 | 10168600430001 | Ladda upp en bild av detta fornminne      |
| Bramre-Karis kistor (Holm 46:1) | Stenkammargrav |              | Holm, Dalsland      |       | 58.750530, 12.416621 | 10168600460001 | Ladda upp en bild av detta fornminne      |
| Bramre-Karis kistor (Holm 46:2) | Stenkammargrav |              | Holm, Dalsland      |       | 58.750578, 12.416848 | 10168600460002 | Ladda upp en bild av detta fornminne      |
| Holm 47:1                       | Stenkammargrav |              | Holm, Dalsland      |       | 58.757212, 12.437005 | 10168600470001 | Ladda upp en bild av detta fornminne      |
| Holm 48:1                       | Stenkammargrav |              | Holm, Dalsland      |       | 58.752461, 12.442199 | 10168600480001 | Ladda upp en bild av detta fornminne      |
| Holm 51:1                       | Stensättning   |              | Holm, Dalsland      |       | 58.766285, 12.454398 | 10168600510001 | Ladda upp en bild av detta fornminne      |
| Holm 51:2                       | Stensättning   |              | Holm, Dalsland      |       | 58.766232, 12.454742 | 10168600510002 | Ladda upp en bild av detta fornminne      |
| Holm 52:1                       | Stensättning   |              | Holm, Dalsland      |       | 58.761907, 12.460825 | 10168600520001 | Ladda upp en bild av detta fornminne      |
| Holm 52:2                       | Stensättning   |              | Holm, Dalsland      |       | 58.761768, 12.460796 | 10168600520002 | Ladda upp en bild av detta fornminne      |
| Holm 53:1                       | Stenkammargrav |              | Holm, Dalsland      |       | 58.757075, 12.510078 | 10168600530001 | Ladda upp en bild av detta fornminne      |
| Holm 54:1                       | Stenkammargrav |              | Holm, Dalsland      |       | 58.746287, 12.493057 | 10168600540001 | Ladda upp en bild av detta fornminne      |
| Holm 56:1                       | Stensättning   |              | Holm, Dalsland      |       | 58.750761, 12.481535 | 10168600560001 | Ladda upp en bild av detta fornminne      |
| Holm 56:2                       | Stensättning   |              | Holm, Dalsland      |       | 58.751197, 12.481727 | 10168600560002 | Ladda upp en bild av detta fornminne      |
| Holm 57:1                       | Stensättning   |              | Holm, Dalsland      |       | 58.748283, 12.479923 | 10168600570001 | Ladda upp en bild av detta fornminne      |
| Holm 58:1                       | Stensättning   |              | Holm, Dalsland      |       | 58.736118, 12.435265 | 10168600580001 | Ladda upp en bild av detta fornminne      |
| Holm 59:1                       | Hällristning   |              | Holm, Dalsland      |       | 58.727873, 12.424116 | 10168600590001 | Ladda upp en bild av detta fornminne      |
| Holm 60:1                       | Hällristning   |              | Holm, Dalsland      |       | 58.729296, 12.427024 | 10168600600001 | Ladda upp en bild av detta fornminne      |
| Holm 61:1                       | Hällristning   |              | Holm, Dalsland      |       | 58.729809, 12.429299 | 10168600610001 | Ladda upp en bild av detta fornminne      |
| Holm 61:2                       | Stensättning   |              | Holm, Dalsland      |       | 58.729688, 12.429138 | 10168600610002 | Ladda upp en bild av detta fornminne      |
| Holm 62:1                       | Hällristning   |              | Holm, Dalsland      |       | 58.704979, 12.438194 | 10168600620001 | Ladda upp en bild av detta fornminne      |
| Holm 63:1                       | Hällristning   |              | Holm, Dalsland      |       | 58.742138, 12.451611 | 10168600630001 | Ladda upp en bild av detta fornminne      |
| Holm 64:1                       | Hällristning   |              | Holm, Dalsland      |       | 58.741802, 12.455497 | 10168600640001 | Ladda upp en bild av detta fornminne      |
| Holm 65:1                       | Stensättning   |              | Holm, Dalsland      |       | 58.729053, 12.511198 | 10168600650001 | Ladda upp en bild av detta fornminne      |
| Holm 65:2                       | Röse           |              | Holm, Dalsland      |       | 58.728763, 12.511258 | 10168600650002 | Ladda upp en bild av detta fornminne      |
| Holm 65:3                       | Stensättning   |              | Holm, Dalsland      |       | 58.728624, 12.511188 | 10168600650003 | Ladda upp en bild av detta fornminne      |
| Holm 67:1                       | Stensättning   |              | Holm, Dalsland      |       | 58.707754, 12.492229 | 10168600670001 | Ladda upp en bild av detta fornminne      |
| Holm 75:1                       | Stensättning   |              | Holm, Dalsland      |       | 58.700777, 12.486212 | 10168600750001 | Ladda upp en bild av detta fornminne      |
| Holm 76:1                       | Stensättning   |              | Holm, Dalsland      |       | 58.695124, 12.490677 | 10168600760001 | Ladda upp en bild av detta fornminne      |
| Holm 77:1                       | Stensättning   |              | Holm, Dalsland      |       | 58.713767, 12.499833 | 10168600770001 | Ladda upp en bild av detta fornminne      |
| Holm 77:2                       | Stensättning   |              | Holm, Dalsland      |       | 58.713717, 12.499552 | 10168600770002 | Ladda upp en bild av detta fornminne      |
| Holm 77:3                       | Stensättning   |              | Holm, Dalsland      |       | 58.713654, 12.499351 | 10168600770003 | Ladda upp en bild av detta fornminne      |
| Holm 77:4                       | Stensättning   |              | Holm, Dalsland      |       | 58.713588, 12.499174 | 10168600770004 | Ladda upp en bild av detta fornminne      |
| Holm 78:1                       | Stensättning   |              | Holm, Dalsland      |       | 58.710890, 12.499538 | 10168600780001 | Ladda upp en bild av detta fornminne      |
| Holm 81:1                       | Stensättning   |              | Holm, Dalsland      |       | 58.713570, 12.496775 | 10168600810001 | Ladda upp en bild av detta fornminne      |
| Holm 82:1                       | Stensättning   |              | Holm, Dalsland      |       | 58.719249, 12.484840 | 10168600820001 | Ladda upp en bild av detta fornminne      |
| Holm 82:2                       | Stensättning   |              | Holm, Dalsland      |       | 58.719191, 12.484687 | 10168600820002 | Ladda upp en bild av detta fornminne      |
| Holm 82:3                       | Stensättning   |              | Holm, Dalsland      |       | 58.719140, 12.484505 | 10168600820003 | Ladda upp en bild av detta fornminne      |
| Holm 83:1                       | Stensättning   |              | Holm, Dalsland      |       | 58.751197, 12.482979 | 10168600830001 | Ladda upp en bild av detta fornminne      |
| Holm 83:2                       | Stensättning   |              | Holm, Dalsland      |       | 58.751108, 12.483510 | 10168600830002 | Ladda upp en bild av detta fornminne      |
| Holm 87:1                       | Stensättning   |              | Holm, Dalsland      |       | 58.733789, 12.480377 | 10168600870001 | Ladda upp en bild av detta fornminne      |
| Holm 87:2                       | Stensättning   |              | Holm, Dalsland      |       | 58.733888, 12.480260 | 10168600870002 | Ladda upp en bild av detta fornminne      |
| Holm 87:3                       | Stensättning   |              | Holm, Dalsland      |       | 58.733718, 12.480122 | 10168600870003 | Ladda upp en bild av detta fornminne      |
| Holm 88:1                       | Hög            |              | Holm, Dalsland      |       | 58.734694, 12.478072 | 10168600880001 | Ladda upp en bild av detta fornminne      |
| Holm 91:1                       | Stensättning   |              | Holm, Dalsland      |       | 58.727402, 12.424742 | 10168600910001 | Ladda upp en bild av detta fornminne      |
| Holm 92:1                       | Stensättning   |              | Holm, Dalsland      |       | 58.726744, 12.426481 | 10168600920001 | Ladda upp en bild av detta fornminne      |
| Holm 99:1                       | Stensättning   |              | Holm, Dalsland      |       | 58.707895, 12.427022 | 10168600990001 | Ladda upp en bild av detta fornminne      |
| Holm 99:2                       | Stensättning   |              | Holm, Dalsland      |       | 58.707995, 12.427086 | 10168600990002 | Ladda upp en bild av detta fornminne      |
| Holm 99:3                       | Stensättning   |              | Holm, Dalsland      |       | 58.707976, 12.426836 | 10168600990003 | Ladda upp en bild av detta fornminne      |
| Holm 100:1                      | Stensättning   |              | Holm, Dalsland      |       | 58.704614, 12.437585 | 10168601000001 | Ladda upp en bild av detta fornminne      |
| Holm 100:2                      | Stensättning   |              | Holm, Dalsland      |       | 58.704733, 12.438058 | 10168601000002 | Ladda upp en bild av detta fornminne      |
| Holm 101:1                      | Stenkrets      |              | Holm, Dalsland      |       | 58.745275, 12.420785 | 10168601010001 | Ladda upp en bild av detta fornminne      |
| Holm 101:2                      | Stensättning   |              | Holm, Dalsland      |       | 58.745301, 12.420990 | 10168601010002 | Ladda upp en bild av detta fornminne      |
| Holm 101:3                      | Stensättning   |              | Holm, Dalsland      |       | 58.745332, 12.421163 | 10168601010003 | Ladda upp en bild av detta fornminne      |
| Holm 103:1                      | Gravfält       |              | Holm, Dalsland      |       | 58.712581, 12.429731 | 10168601030001 | Ladda upp en bild av detta fornminne      |
| Holm 113:1                      | Stensättning   |              | Holm, Dalsland      |       | 58.750926, 12.419753 | 10168601130001 | Ladda upp en bild av detta fornminne      |
| Holm 113:2                      | Stensättning   |              | Holm, Dalsland      |       | 58.751040, 12.419437 | 10168601130002 | Ladda upp en bild av detta fornminne      |
| Holm 113:3                      | Stensättning   |              | Holm, Dalsland      |       | 58.750803, 12.419464 | 10168601130003 | Ladda upp en bild av detta fornminne      |
| Holm 114:1                      | Stensättning   |              | Holm, Dalsland      |       | 58.750234, 12.416018 | 10168601140001 | Ladda upp en bild av detta fornminne      |
| Holm 115:1                      | Gravfält       |              | Holm, Dalsland      |       | 58.727548, 12.430957 | 10168601150001 | Ladda upp en bild av detta fornminne      |
| Holm 115:2                      | Stensättning   |              | Holm, Dalsland      |       | 58.727795, 12.431642 | 10168601150002 | Ladda upp en bild av detta fornminne      |
| Holm 115:3                      | Stensättning   |              | Holm, Dalsland      |       | 58.728075, 12.431428 | 10168601150003 | Ladda upp en bild av detta fornminne      |
| Holm 115:4                      | Stensättning   |              | Holm, Dalsland      |       | 58.728191, 12.431296 | 10168601150004 | Ladda upp en bild av detta fornminne      |
| Holm 115:5                      | Stensättning   |              | Holm, Dalsland      |       | 58.726901, 12.431805 | 10168601150005 | Ladda upp en bild av detta fornminne      |
| Holm 116:1                      | Stensättning   |              | Holm, Dalsland      |       | 58.757503, 12.427696 | 10168601160001 | Ladda upp en bild av detta fornminne      |
| Holm 117:1                      | Stensättning   |              | Holm, Dalsland      |       | 58.714264, 12.426997 | 10168601170001 | Ladda upp en bild av detta fornminne      |
| Holm 117:2                      | Stensättning   |              | Holm, Dalsland      |       | 58.714128, 12.427034 | 10168601170002 | Ladda upp en bild av detta fornminne      |
| Holm 118:2                      | Stensättning   |              | Holm, Dalsland      |       | 58.711707, 12.426554 | 10168601180002 | Ladda upp en bild av detta fornminne      |
| Holm 156:1                      | Gravfält       |              | Holm, Dalsland      |       | 58.724443, 12.435929 | 10168601560001 | Ladda upp en bild av detta fornminne      |

## Järn
| Namn     | Lämningstyp  | Tillkomsttid | Historisk indelning | Plats | Läge                 | ID-nr          | Bild                                 |
| -------- | ------------ | ------------ | ------------------- | ----- | -------------------- | -------------- | ------------------------------------ |
| Järn 1:1 | Hällristning |              | Järn, Dalsland      |       | 58.684354, 12.433603 | 10170500010001 | Ladda upp en bild av detta fornminne |
| Järn 2:1 | Stensättning |              | Järn, Dalsland      |       | 58.686417, 12.428793 | 10170500020001 | Ladda upp en bild av detta fornminne |
| Järn 2:2 | Stensättning |              | Järn, Dalsland      |       | 58.686374, 12.428850 | 10170500020002 | Ladda upp en bild av detta fornminne |
| Järn 4:1 | Stensättning |              | Järn, Dalsland      |       | 58.657419, 12.471897 | 10170500040001 | Ladda upp en bild av detta fornminne |
| Järn 4:2 | Stensättning |              | Järn, Dalsland      |       | 58.657517, 12.472139 | 10170500040002 | Ladda upp en bild av detta fornminne |
| Järn 7:1 | Gravfält     |              | Järn, Dalsland      |       | 58.678192, 12.494138 | 10170500070001 | Ladda upp en bild av detta fornminne |

## Skållerud
| Namn                       | Lämningstyp      | Tillkomsttid | Historisk indelning | Plats | Läge                 | ID-nr          | Bild                                 |
| -------------------------- | ---------------- | ------------ | ------------------- | ----- | -------------------- | -------------- | ------------------------------------ |
| Sotes grav (Skållerud 2:1) | Stenkammargrav   |              | Skållerud, Dalsland |       | 58.822376, 12.419066 | 10177300020001 | Ladda upp en bild av detta fornminne |
| Skållerud 3:1              | Stenkammargrav   |              | Skållerud, Dalsland |       | 58.815764, 12.448347 | 10177300030001 | Ladda upp en bild av detta fornminne |
| Skållerud 5:1              | Stenkammargrav   |              | Skållerud, Dalsland |       | 58.799008, 12.424247 | 10177300050001 | Ladda upp en bild av detta fornminne |
| Åses grav (Skållerud 6:1)  | Stenkammargrav   |              | Skållerud, Dalsland |       | 58.801984, 12.423264 | 10177300060001 | Ladda upp en bild av detta fornminne |
| Skållerud 10:1             | Stenkammargrav   |              | Skållerud, Dalsland |       | 58.784666, 12.473269 | 10177300100001 | Ladda upp en bild av detta fornminne |
| Skållerud 11:1             | Gravfält         |              | Skållerud, Dalsland |       | 58.789411, 12.483832 | 10177300110001 | Ladda upp en bild av detta fornminne |
| Skållerud 20:1             | Stensättning     |              | Skållerud, Dalsland |       | 58.812281, 12.522132 | 10177300200001 | Ladda upp en bild av detta fornminne |
| Skållerud 21:1             | Stensättning     |              | Skållerud, Dalsland |       | 58.818546, 12.523800 | 10177300210001 | Ladda upp en bild av detta fornminne |
| Skållerud 22:1             | Röse             |              | Skållerud, Dalsland |       | 58.817359, 12.524532 | 10177300220001 | Ladda upp en bild av detta fornminne |
| Skållerud 23:1             | Röse             |              | Skållerud, Dalsland |       | 58.811925, 12.528020 | 10177300230001 | Ladda upp en bild av detta fornminne |
| Skållerud 26:1             | Begravningsplats |              | Skållerud, Dalsland |       | 58.789349, 12.518136 | 10177300260001 | Ladda upp en bild av detta fornminne |
| Skållerud 28:1             | Stenkammargrav   |              | Skållerud, Dalsland |       | 58.809422, 12.487673 | 10177300280001 | Ladda upp en bild av detta fornminne |
| Skållerud 29:1             | Begravningsplats |              | Skållerud, Dalsland |       | 58.784557, 12.419038 | 10177300290001 | Ladda upp en bild av detta fornminne |
| Skållerud 30:1             | Begravningsplats |              | Skållerud, Dalsland |       | 58.781533, 12.428334 | 10177300300001 | Ladda upp en bild av detta fornminne |
| Skållerud 44:1             | Stensättning     |              | Skållerud, Dalsland |       | 58.767893, 12.444643 | 10177300440001 | Ladda upp en bild av detta fornminne |
| Skållerud 45:1             | Stensättning     |              | Skållerud, Dalsland |       | 58.769913, 12.446233 | 10177300450001 | Ladda upp en bild av detta fornminne |
| Skållerud 46:1             | Stensättning     |              | Skållerud, Dalsland |       | 58.770420, 12.494233 | 10177300460001 | Ladda upp en bild av detta fornminne |
| Skållerud 47:1             | Stensättning     |              | Skållerud, Dalsland |       | 58.772716, 12.506425 | 10177300470001 | Ladda upp en bild av detta fornminne |
| Skållerud 55:1             | Stensättning     |              | Skållerud, Dalsland |       | 58.772969, 12.513406 | 10177300550001 | Ladda upp en bild av detta fornminne |
| Skållerud 56:1             | Stensättning     |              | Skållerud, Dalsland |       | 58.781245, 12.524974 | 10177300560001 | Ladda upp en bild av detta fornminne |
| Skållerud 56:2             | Stensättning     |              | Skållerud, Dalsland |       | 58.781387, 12.524996 | 10177300560002 | Ladda upp en bild av detta fornminne |
| Skållerud 64:1             | Stensättning     |              | Skållerud, Dalsland |       | 58.780043, 12.442215 | 10177300640001 | Ladda upp en bild av detta fornminne |
| Skållerud 68:1             | Stensättning     |              | Skållerud, Dalsland |       | 58.811687, 12.521979 | 10177300680001 | Ladda upp en bild av detta fornminne |

## Ör
| Namn                  | Lämningstyp                      | Tillkomsttid | Historisk indelning | Plats | Läge                 | ID-nr          | Bild                                 |
| --------------------- | -------------------------------- | ------------ | ------------------- | ----- | -------------------- | -------------- | ------------------------------------ |
| Ör 4:1                | Stenkrets                        |              | Ör, Dalsland        |       | 58.628131, 12.324936 | 10183600040001 | Ladda upp en bild av detta fornminne |
| Ör 6:1                | Stensättning                     |              | Ör, Dalsland        |       | 58.628422, 12.286342 | 10183600060001 | Ladda upp en bild av detta fornminne |
| Ör 7:1                | Stensättning                     |              | Ör, Dalsland        |       | 58.628593, 12.287116 | 10183600070001 | Ladda upp en bild av detta fornminne |
| Ör 9:1                | Stensättning                     |              | Ör, Dalsland        |       | 58.654075, 12.316074 | 10183600090001 | Ladda upp en bild av detta fornminne |
| Ör 10:1               | Hällristning                     |              | Ör, Dalsland        |       | 58.664687, 12.332355 | 10183600100001 | Ladda upp en bild av detta fornminne |
| Ör 11:1               | Gravfält                         |              | Ör, Dalsland        |       | 58.666093, 12.326161 | 10183600110001 | Ladda upp en bild av detta fornminne |
| Ör 12:1               | Stensättning                     |              | Ör, Dalsland        |       | 58.665533, 12.326569 | 10183600120001 | Ladda upp en bild av detta fornminne |
| Ör 12:2               | Husgrund, förhistorisk/medeltida |              | Ör, Dalsland        |       | 58.665665, 12.326382 | 10183600120002 | Ladda upp en bild av detta fornminne |
| Ör 14:1               | Stensättning                     |              | Ör, Dalsland        |       | 58.626003, 12.322989 | 10183600140001 | Ladda upp en bild av detta fornminne |
| Ör 15:1               | Stensättning                     |              | Ör, Dalsland        |       | 58.624142, 12.280726 | 10183600150001 | Ladda upp en bild av detta fornminne |
| Ör 15:2               | Stensättning                     |              | Ör, Dalsland        |       | 58.623952, 12.280240 | 10183600150002 | Ladda upp en bild av detta fornminne |
| Ör 16:1               | Stensättning                     |              | Ör, Dalsland        |       | 58.624646, 12.281861 | 10183600160001 | Ladda upp en bild av detta fornminne |
| Ör 21:1               | Stensättning                     |              | Ör, Dalsland        |       | 58.690720, 12.338539 | 10183600210001 | Ladda upp en bild av detta fornminne |
| Borekullen (Ör 29:1)  | Fornborg                         |              | Ör, Dalsland        |       | 58.682438, 12.302322 | 10183600290001 | Ladda upp en bild av detta fornminne |
| Ör 34:1               | Stensättning                     |              | Ör, Dalsland        |       | 58.615173, 12.279719 | 10183600340001 | Ladda upp en bild av detta fornminne |
| Ör 38:1               | Stensättning                     |              | Ör, Dalsland        |       | 58.664044, 12.372915 | 10183600380001 | Ladda upp en bild av detta fornminne |
| Jättekyrkan (Ör 41:1) | Fornborg                         |              | Ör, Dalsland        |       | 58.630064, 12.248125 | 10183600410001 | Ladda upp en bild av detta fornminne |
| Ör 42:1               | Stensättning                     |              | Ör, Dalsland        |       | 58.634787, 12.249989 | 10183600420001 | Ladda upp en bild av detta fornminne |
| Ör 42:2               | Gravhägnad                       |              | Ör, Dalsland        |       | 58.634739, 12.250604 | 10183600420002 | Ladda upp en bild av detta fornminne |
| Ör 45:1               | Stensättning                     |              | Ör, Dalsland        |       | 58.691302, 12.294280 | 10183600450001 | Ladda upp en bild av detta fornminne |
| Ör 46:1               | Stensättning                     |              | Ör, Dalsland        |       | 58.675362, 12.301521 | 10183600460001 | Ladda upp en bild av detta fornminne |
| Ör 48:1               | Hällristning                     |              | Ör, Dalsland        |       | 58.666000, 12.325775 | 10183600480001 | Ladda upp en bild av detta fornminne |
| Ör 49:1               | Hällristning                     |              | Ör, Dalsland        |       | 58.665665, 12.326769 | 10183600490001 | Ladda upp en bild av detta fornminne |
| Ör 49:2               | Hällristning                     |              | Ör, Dalsland        |       | 58.665648, 12.326798 | 10183600490002 | Ladda upp en bild av detta fornminne |
| Ör 49:3               | Hällristning                     |              | Ör, Dalsland        |       | 58.665629, 12.326754 | 10183600490003 | Ladda upp en bild av detta fornminne |
| Ör 49:4               | Hällristning                     |              | Ör, Dalsland        |       | 58.665295, 12.327350 | 10183600490004 | Ladda upp en bild av detta fornminne |
| Ör 49:5               | Hällristning                     |              | Ör, Dalsland        |       | 58.665574, 12.327231 | 10183600490005 | Ladda upp en bild av detta fornminne |
| Ör 50:1               | Hällristning                     |              | Ör, Dalsland        |       | 58.656530, 12.326325 | 10183600500001 | Ladda upp en bild av detta fornminne |
| Ör 55:1               | Hällristning                     |              | Ör, Dalsland        |       | 58.645960, 12.314916 | 10183600550001 | Ladda upp en bild av detta fornminne |
| Ör 56:1               | Hällristning                     |              | Ör, Dalsland        |       | 58.646333, 12.315763 | 10183600560001 | Ladda upp en bild av detta fornminne |
| Ör 57:1               | Hällristning                     |              | Ör, Dalsland        |       | 58.644487, 12.315271 | 10183600570001 | Ladda upp en bild av detta fornminne |
| Ör 57:2               | Hällristning                     |              | Ör, Dalsland        |       | 58.644441, 12.315224 | 10183600570002 | Ladda upp en bild av detta fornminne |
| Ör 57:3               | Hällristning                     |              | Ör, Dalsland        |       | 58.644405, 12.315200 | 10183600570003 | Ladda upp en bild av detta fornminne |
| Ör 57:4               | Hällristning                     |              | Ör, Dalsland        |       | 58.644359, 12.315187 | 10183600570004 | Ladda upp en bild av detta fornminne |
| Ör 59:1               | Stensättning                     |              | Ör, Dalsland        |       | 58.660617, 12.326702 | 10183600590001 | Ladda upp en bild av detta fornminne |
| Ör 59:3               | Hällristning                     |              | Ör, Dalsland        |       | 58.660097, 12.327176 | 10183600590003 | Ladda upp en bild av detta fornminne |
| Ör 63:1               | Hällristning                     |              | Ör, Dalsland        |       | 58.642539, 12.315147 | 10183600630001 | Ladda upp en bild av detta fornminne |
| Ör 63:2               | Hällristning                     |              | Ör, Dalsland        |       | 58.642649, 12.315024 | 10183600630002 | Ladda upp en bild av detta fornminne |
| Ör 63:3               | Hällristning                     |              | Ör, Dalsland        |       | 58.642587, 12.315071 | 10183600630003 | Ladda upp en bild av detta fornminne |
| Ör 70:1               | Stensättning                     |              | Ör, Dalsland        |       | 58.688280, 12.329585 | 10183600700001 | Ladda upp en bild av detta fornminne |
| Ör 78:1               | Stensättning                     |              | Ör, Dalsland        |       | 58.625029, 12.324292 | 10183600780001 | Ladda upp en bild av detta fornminne |
| Ör 82:1               | Stensättning                     |              | Ör, Dalsland        |       | 58.626361, 12.294809 | 10183600820001 | Ladda upp en bild av detta fornminne |
| Ör 82:2               | Stensättning                     |              | Ör, Dalsland        |       | 58.626128, 12.294806 | 10183600820002 | Ladda upp en bild av detta fornminne |
| Ör 83:1               | Stensättning                     |              | Ör, Dalsland        |       | 58.622343, 12.282050 | 10183600830001 | Ladda upp en bild av detta fornminne |
| Ör 84:1               | Stensättning                     |              | Ör, Dalsland        |       | 58.624523, 12.279279 | 10183600840001 | Ladda upp en bild av detta fornminne |
| Ör 91:1               | Stensättning                     |              | Ör, Dalsland        |       | 58.668508, 12.368892 | 10183600910001 | Ladda upp en bild av detta fornminne |
| Ör 91:2               | Stensättning                     |              | Ör, Dalsland        |       | 58.668179, 12.368385 | 10183600910002 | Ladda upp en bild av detta fornminne |
| Ör 96:1               | Stensättning                     |              | Ör, Dalsland        |       | 58.667271, 12.298296 | 10183600960001 | Ladda upp en bild av detta fornminne |
| Ör 96:2               | Stensättning                     |              | Ör, Dalsland        |       | 58.667216, 12.298038 | 10183600960002 | Ladda upp en bild av detta fornminne |
| Ör 108:1              | Stensättning                     |              | Ör, Dalsland        |       | 58.607978, 12.335606 | 10183601080001 | Ladda upp en bild av detta fornminne |
| Ör 117:1              | Stensättning                     |              | Ör, Dalsland        |       | 58.633033, 12.276405 | 10183601170001 | Ladda upp en bild av detta fornminne |
| Ör 117:2              | Stensättning                     |              | Ör, Dalsland        |       | 58.632913, 12.276261 | 10183601170002 | Ladda upp en bild av detta fornminne |
| Ör 144:1              | Hällristning                     |              | Ör, Dalsland        |       | 58.687709, 12.391092 | 10183601440001 | Ladda upp en bild av detta fornminne |